# Liste der Baudenkmale in Uelsen
In der Liste der Baudenkmale in Uelsen sind alle Baudenkmale der niedersächsischen Gemeinde Uelsen aufgelistet. Die Quelle der Baudenkmale ist der Denkmalatlas Niedersachsen. Der Stand der Liste ist der 21. März 2021.

## Allgemein
In den Spalten befinden sich folgende Informationen:
- Lage: die Adresse des Baudenkmales und die geographischen Koordinaten. Kartenansicht, um Koordinaten zu setzen. In der Kartenansicht sind Baudenkmale ohne Koordinaten mit einem roten Marker dargestellt und können in der Karte gesetzt werden. Baudenkmale ohne Bild sind mit einem blauen Marker gekennzeichnet, Baudenkmale mit Bild mit einem grünen Marker.
- Bezeichnung: Bezeichnung des Baudenkmales
- Beschreibung: die Beschreibung des Baudenkmales. Unter § 3 Abs. 2 NDSchG werden Einzeldenkmale und unter § 3 Abs. 3 NDSchG Gruppen baulicher Anlagen und deren Bestandteile ausgewiesen.
- ID: die Objekt-ID des Baudenkmales
- Bild: ein Bild des Baudenkmales, ggf. zusätzlich mit einem Link zu weiteren Fotos des Baudenkmals im Medienarchiv Wikimedia Commons. Wenn man auf das Kamerasymbol klickt, können Fotos zu Baudenkmalen aus dieser Liste hochgeladen werden:

## Uelsen

### Gruppen baulicher Anlagen

#### Gruppe: Hofanlage Blekker
Die Gruppe „Hofanlage Blekker“ hat eine unbekannte ID.

| Lage                                          | Bezeichnung                            | Beschreibung    | ID       | Bild |
| --------------------------------------------- | -------------------------------------- | --------------- | -------- | ---- |
| Am Feriengebiet 5 52° 29′ 11″ N, 6° 52′ 37″ O | Wohn-/Wirtschaftsgebäude mit Hoffläche | Hofanlage       | 36061753 | BW   |
| Am Feriengebiet 5                             | Scheune                                | Fachwerkscheune |          |      |
| Am Feriengebiet 5                             | Stall                                  |                 |          |      |
| Am Feriengebiet 5                             | Bienenhaus                             |                 |          |      |
| Am Feriengebiet 5                             | Remise                                 |                 |          |      |
| Am Feriengebiet 5                             | Holzscheune                            |                 |          |      |

#### Gruppe: Ortskern
Die Gruppe „Ortskern Uelsen“, Am Markt, hat eine unbekannte ID.

| Lage                                   | Bezeichnung            | Beschreibung | ID       | Bild           |
| -------------------------------------- | ---------------------- | --- | -------- | -------------- |
| Am Markt 7 52° 29′ 43″ N, 6° 53′ 15″ O | Rathaus                | Zweigeschossiger Massivbau mit Quaderputz unter einem Walmdach mit einem Dachreiter aus dem 18. Jahrhundert. Der mittige Quereingang an der Westseite datiert auf „1649“.                            | 36061648 |                |
| Am Markt 52° 29′ 44″ N, 6° 53′ 16″ O   | Kirche St. Wehrenfried | Ursprünglich einschiffige gotische Hallenkirche aus Sandsteinquadern. Der romanische Westturm wurde um 1500 erhöht. Zeitgleich erfolgte der Bau der Arkade, der Schwertkammer und des Seitenschiffs. | 36061619 | Weitere Bilder |
| Am Markt 6 52° 29′ 42″ N, 6° 53′ 15″ O | Wohnhaus               | Anderthalbgeschossiger giebelständiger Backsteinbau aus der Zeit um 1910 im späten Heimatstil unter einem Mansard-Walmdach.                                                                          | 36061856 | BW             |

#### Gruppe: Wohnhausgruppe Uelsen
Die Gruppe „Wohnhausgruppe Uelsen“ hat die ID 36025967.

| Lage                                             | Bezeichnung               | Beschreibung | ID       | Bild |
| ------------------------------------------------ | ------------------------- | --- | -------- | ---- |
| Am Markt 9 52° 29′ 43″ N, 6° 53′ 13″ O           | Wohn-/Geschäftsgebäude    | Zweigeschossiges traufständiges Gebäude im Zierfachwerk aus der Zeit um 1910. Die Gefache waren ursprünglich steinsichtig und sind heute überstrichen. Im Obergeschoss befindet sich ein Fenstererker. | 36061883 | BW   |
| Am Markt 10 52° 29′ 43″ N, 6° 53′ 13″ O          | Gasthaus mit Nebengebäude | Historische Gaststätte Rosenthal. Zweigeschossiger giebelständiger Massivbau aus Backsteinmauerwerk aus der Zeit um 1910 im Heimatstil.                                                                | 36061909 | BW   |
| Itterbecker Straße 2 52° 29′ 42″ N, 6° 53′ 13″ O | Wohn-/Geschäftshaus       | Zweigeschossiges traufständiges Gebäude aus der Zeit um 1910 in Zierfachwerk. Die ursprünglich steinsichtigen Gefache sind heute überstrichen.                                                         | 36061727 | BW   |

### Einzeldenkmale
| Lage                                              | Bezeichnung                                                     | Beschreibung | ID       | Bild |
| ------------------------------------------------- | --------------------------------------------------------------- | --- | -------- | ---- |
| Am Markt 12 52° 29′ 44″ N, 6° 53′ 14″ O           | Wohnhaus                                                        | Eingeschossiger giebelständiger Fachwerkbau des westfälisch-emsländischen Typs aus dem 18. und 19. Jahrhundert. Der Rückgiebel wurde um 1900 massiv erneuert.                                                      | 36062037 | BW   |
| Friedhofsweg 52° 29′ 32″ N, 6° 53′ 11″ O          | Windmühle                                                       | Runde Holländermühle aus Sandsteinquadern aus der ersten Hälfte des 18. Jahrhunderts mit großem Bentheimer Wappen. Die Kappe ist noch erhalten, die Flügel wurden erneuert                                         | 36061675 | BW   |
| Friedhofsweg 52° 29′ 34″ N, 6° 53′ 12″ O          | Trafostation                                                    | Runde Holländermühle aus Sandsteinquadern aus der ersten Hälfte des 18. Jahrhunderts mit großem Bentheimer Wappen. Die Kappe ist noch erhalten, die Flügel wurden erneuert                                         | 36062014 | BW   |
| Gölenkamper Straße 9 52° 29′ 56″ N, 6° 53′ 35″ O  | Schafstall Hof Arink                                            | | 36062311 | BW   |
| Neuenhauser Straße 46 52° 29′ 35″ N, 6° 53′ 52″ O | Villa Weersmann mit Gartenanlage (ID: 36062399)                 | eingeschossiger Putzbau mit Säulengang an der Schauseite als frühes Beispiel des sogenannten „Reformstils“ aus der Zeit um 1915 mit reduzierten neoklassizistischen Schmuckelementen und portikusartiger Terrasse. | 36061701 | BW   |
| Schulstraße 1 52° 29′ 38″ N, 6° 53′ 18″ O         | ehemalige altreformierte Kirche (heute Wohn- und Geschäftshaus) | Flachgedeckter Saalbau im Rundbogenstil aus der Mitte des 19. Jahrhunderts mit Lisenengliederung und hohen Fenstern. Der Turm wurde abgebrochen.                                                                   | 36062063 | BW   |

## Höcklenkamp

### Gruppen baulicher Anlagen

#### Gruppe: Hofanlage Jonker
Die Gruppe „Hofanlage Jonker“ hat die ID 36025984.

| Lage                                      | Bezeichnung                           | Beschreibung | ID       | Bild |
| ----------------------------------------- | ------------------------------------- | --- | -------- | ---- |
| Bliksteege 34 52° 28′ 22″ N, 6° 53′ 13″ O | Wohn-/Wirtschaftsgebäude (Hallenhaus) | Abseits der Siedlung gelegene ehemalige Heuerstelle als Backsteinbau mit ungewöhnlicher Bändergliederung in der zweiten Hälfte des 19. Jahrhunderts errichtet. | 36061939 | BW   |
| Bliksteege 34 52° 28′ 21″ N, 6° 53′ 14″ O | Nebengebäude                          | | 36061966 | BW   |
| Bliksteege 34 52° 28′ 21″ N, 6° 53′ 14″ O | Nebengebäude                          | | 36061990 | BW   |

## Lemke

### Einzeldenkmale
| Lage                                              | Bezeichnung                                                       | Beschreibung | ID       | Bild |
| ------------------------------------------------- | ----------------------------------------------------------------- | --- | -------- | ---- |
| Neuenhauser Straße 50 52° 29′ 36″ N, 6° 54′ 40″ O | ehemaliges Backhaus des Hofs Weerd mit Hofzufahrt und Baumbestand | Im nahezu unveränderten erhaltenen Backsteinbau mit Teilfachwerk auf T-förmigem Grundriss unter Kreuzdach mit hohem Kaminkopf ist der Backofen noch erhalten. | 36062471 | BW   |